# Pseudoligostigma odulphalis
Pseudoligostigma odulphalis là một loài bướm đêm trong họ Crambidae.